# Vanessa Rubio Márquez
Vanessa Rubio Márquez (Ciudad de México, 21 de febrero de 1972) es una política mexicana, miembro del Partido Revolucionario Institucional. Fue senadora de la República entre 2018 y 2020.

## Primeros años
Vanessa Rubio Márquez nació el 21 de febrero de 1972 en el Distrito Federal. Estudió la licenciatura en relaciones internacionales en la Universidad Nacional Autónoma de México (UNAM) y la maestría en relaciones internacionales en la London School of Economics. En 2002 fue coordinadora de finanzas de México en el Foro de Cooperación Económica Asia-Pacífico. En 2007 fue directora general de comunicación de la Comisión Nacional del Sistema de Ahorro para el Retiro.

## Trayectoria política
Durante la presidencia de Enrique Peña Nieto ejerció varios cargos públicos dentro del gabinete presidencial. De enero de 2013 a septiembre de 2015 fue subsecretaria para América Latina y el Caribe de la Secretaría de Relaciones Exteriores. De septiembre de 2015 a septiembre de 2016 fue subsecretaria de planeación, evaluación y desarrollo regional de la Secretaría de Desarrollo Social. De septiembre de 2016 a noviembre de 2018 fue subsecretaria de hacienda y crédito público de la Secretaría de Hacienda y Crédito Público.
El 1 de septiembre de 2018 fue nombrada senadora del Congreso de la Unión para la LXIV legislatura por la vía plurinominal en representación del Partido Revolucionario Institucional (PRI), solicitando una licencia el 16 de julio de 2020, quedando como suplente Nancy Guadalupe Sánchez Arredondo.